# Agregació de trames

Fig.1 Il·lustració gràfica del concepte d'agregació de trames : hi ha 2 trames (vermella i blava)

Agregació de trames, en telecomunicacions, és una funcionalitat d'alguns protocols de xarxes sense fil WLAN, per exemple IEEE 802.11e, IEEE 802.11n i IEEE 802.11ac. Consisteix a enviar diverses trames de dades d'un sol cop per a estalviar duplicitat d'informació de control (vegeu Fig.1).

## Tipus d'agrgació de trames
En el conjunt de normes WLAN 802.11, cada trama porta molta informació de control (capçaleres, adreces d'origen i destí, camps de comprovació) i altres trames associades com les trames de resposta de reconeixemnet (acknoledge). Per a estalviar o enviar un sol cop aquesta informació suplementària es defineixen dos tipus d'agregació de trames:

### Agregació MSDU
MSDU, acrònim de MAC service data unit, encapsula o agrega diverses trames en una sola, insertant només un camp d'escapsulament. Cada trama pot tenir diferents camps d'adreça origen i destí.

### Agregació MPDU
MPDU, acrònim de MAC protocol data unit, encapsula o agrega diverses trames en una sola, insertant només un camp d'escapsulament, però totes les trames han de tenir la mateixa adreça de destí. L'agregació MPDU no és tan eficient com l'agregació MSDU en condicions de canal normal, però sí en canals molt sorollosos que generaran trames errònies.